# Tetraopes pilosus
Tetraopes pilosus är en skalbaggsart som beskrevs av Chemsak 1963. Tetraopes pilosus ingår i släktet Tetraopes och familjen långhorningar. Inga underarter finns listade i Catalogue of Life.